# Candi Staton
Canzetta Maria Staton, conhecida como Candi Staton (Hanceville, Alabama, 13 de março de 1940)  é uma cantora americana de soul e gospel, destacada por seu remake de 1970 de "Stand By Your Man" de Tammy Wynette e pelo hit da Era disco,  "Young Hearts Run Free" em 1976. Em 2007, o nome de Staton foi introduzido no Hall da Fama da música cristã.

## Discografia

### Álbuns
- I'm Just a Prisoner (1969)
- Stand By Your Man (1971)
- Candi Staton (1972)
- Candi (1974)
- Young Hearts Run Free (1976) UK #34[2]
- Music Speaks Louder Than Words (1977)
- House of Love (1978)
- Chance (1979)
- Candi Staton (1980)
- Nightlites (1982)
- Make Me An Instrument (1983)
- The Anointing (1985)
- Sing A Song (1986)
- Love Lifted Me (1988)
- Stand Up And Be A Witness (1990)
- Standing On The Promises (1991)
- I Give You Praise (1993)
- It's Time (1995)
- Cover Me (1997)
- Outside In (1999)
- Here's a Blessing (2000)
- Christmas In My Heart (2000)
- Glorify (2001)
- Proverbs 31 Woman (2002)
- His Hands (2006)
- The Ultimate Gospel Collection (2006)
- I Will Sing My Praise to You (2008)
- Who's Hurting Now? (Release: spring 2009)

### Singles
- "I'd Rather Be An Old Man's Sweetheart (Than a Young Man's Fool) (1969) R&B #9 US #46
- "I'm Just A Prisoner (Of Your Good Lovin'" (1969) US #56
- "Sweet Feeling" (1970) R&B #5 US #60
- "Stand By Your Man" (1970) R&B #4 US #24
- "He Called Me Baby" (1971) R&B #9 US #52
- "In The Ghetto" (1972) US #48
- "Do It In The Name Of Love" (1973) US #80
- "As Long as He Takes Care of Home" (1974) R&B #6
- "Young Hearts Run Free" (1976) US #20 UK #2 R&B #1 (1986 re-release #47, 1999 re-release #29)
- "Destiny" (1976) UK #41
- "Nights on Broadway" (1977) UK #6 R&B #16 US #102
- "Honest I Do Love You" (1978) UK #48 R&B #77
- "Victim" (1978) R&B #17
- "When You Wake Up Tomorrow" (1979) R&B #13
- "Suspicious Minds" (1982) UK #31
- "You Got The Love" (1986) UK #95 R&B #88
- "You got the love" (The Source featuring Candi Staton - 1991) UK #4 (1997 re-release UK #3 (Now Voyager Mix), 2005 import release UK #60, 2006 "You Got the Love (New Voyager Mix)" (featuring Candi Staton - re-release) #7 UK)
- "Love On Love" (1999) UK #27
- "Young Hearts Run Free" (re-recording) (1999) UK #29
- "I Just Can't Get To Sleep At All" (2000) Energise Records, UK; limited release
- "Love Sweet Sound" Groove Armada featuring Candi Staton (2007)
- "Wilder Side" Rasmus Faber & Alf Tumble featuring Candi Staton (2010)[2]